# Серет (притока Дністра)
Сере́т — річка в Україні, в межах Золочівського району Львівської області (витоки) та  Тернопільського і Чортківського районів Тернопільської області. Ліва притока Дністра (басейн Чорного моря).

## Гідрологічні характеристики
Довжина 248 км. Сточище — 3900 км². Річище у верхів'ї помірно звивисте, нижче Тернополя дуже звивисте. Ширина річища у горішній течії 4–10 м у пониззі — від 10–20 до 35–50 м і більше. Долина у верхній течії широка, симетрична, нижче міста Теребовля — каньйоноподібна (на окремих ділянках завширшки 0,5–0,8 км). Заплава у верхів'ї двобічна, заболочена, у середній і нижній течіях переривчаста, завширшки переважно 0,1–0,2 км. Похил річки 0,93 м/км.
Живлення Серету мішане, з переважанням снігового і дощового. Льодостав із кінця грудня до березня.
Гідрологічні пости біля с-ща Велика Березовиця Тернопільського р-ну і м. Чортків.

## Розташування
Утворюється від злиття біля села Ратищі Тернопільського району кількох малих річок (Серет Правий, Серет Лівий, В'ятина, Грабарка). Верхів'я Серету розташовані між пагорбами Вороняків, середня течія — в межах Тернопільського плато, пониззя — в районі Дністровського каньйону. Головний напрямок течії з півночі на південь (частково на південний схід).

## Притоки
Найбільша притока — Гнізна (ліва).
Інші притоки

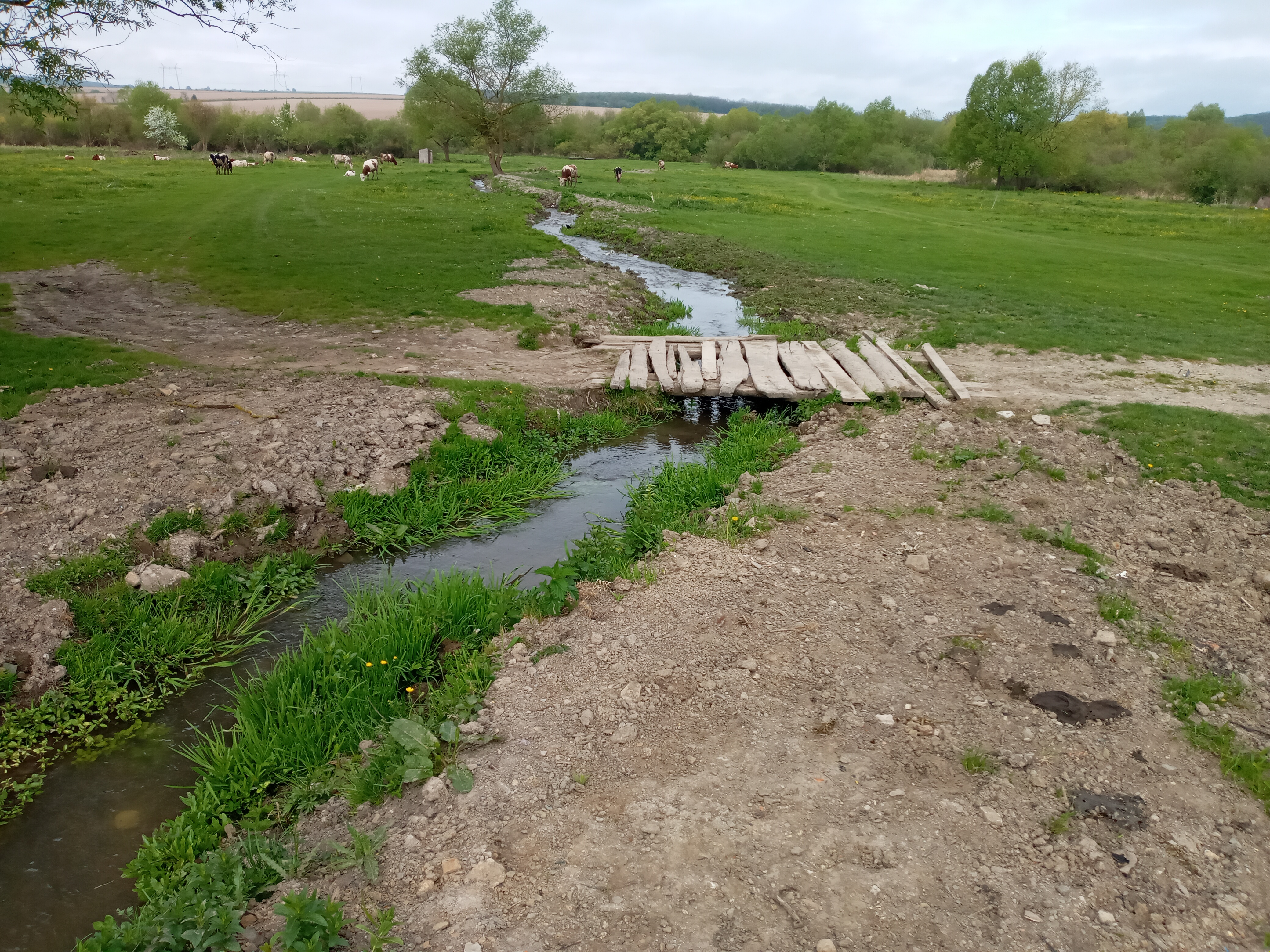
Безіменний струмок в околицях села Тудорів

- Праві: Грабарка, Серет Правий, Смолянка, Лопушанка, Нестерівка, Довжанка, Брідок (Руда), Нішла, Гнила Рудка, Перейма, Біла, Черкаська, Тупа

- Потік- права притока. Починається на південній стороні від села Вербівців. Тече переважно на південний схід через село Звиняч і на південно-західній околиці села Скомороше впадає у Серет[4].

- Ліві: Гнізна, Гук, Млинка, Хромова

- Річка (струмок) без назви - ліва притока. Починається на південно-західній стороні від села Яблунів у листяному лісі. Тече переважно на південний захід через село Тудорів[5] [4]

- Річка (струмок) без назви - ліва притока. Починається у селі Кобиловолоки. Тече переважно на північний захід через село Млиниська і у селі Долина впадає у Серет.[6]

## Штучні водойми

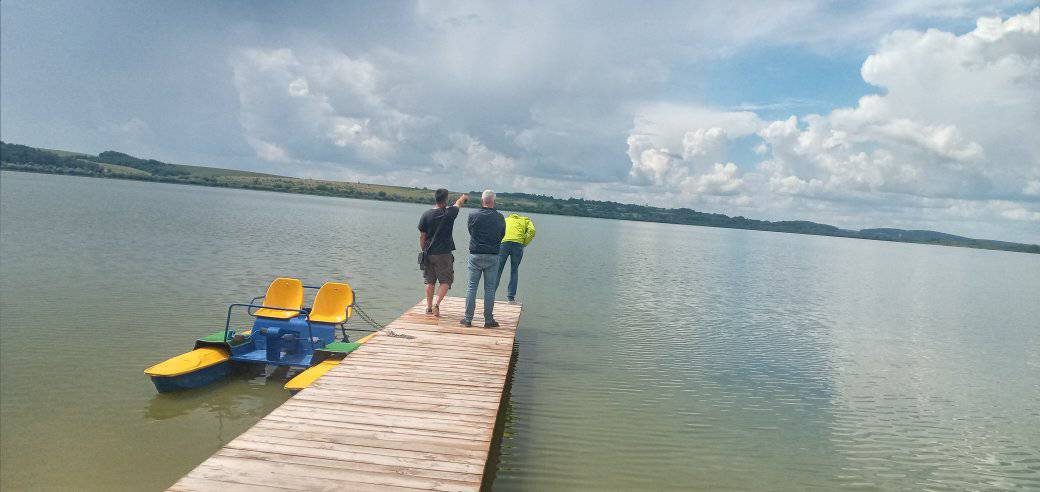
Ставок на р. Серет у смт. Залізці

Зарегульована численними ставами (Залозецький, Вертелківський і т. д.) та водосховищами (Тернопільське, Скородинське, Касперівське). Діють невеликі ГЕС, зокрема, ГЕС "Західгідроенерго", МГЕС Люкс 2, Янівська ГЕС, Чортківська ГЕС, Мишковицька МГЕС, Більче-Золотецька ГЕС, Касперівська ГЕС, а також Дичківська ГЕС на р. Гнізна (ліва притока Серету).

## Використання
Воду використовують для технічного водопостачання, сільськогосподарських потреб, риборозведення; є рекреаційні зони. Водночас надмірне використання ресурсів річки може призвести до екологічної катастрофи. Мальовниче побережжя річки може стати туристичною атракцією.

## Природоохоронні території
- Серетський гідрологічний заказник
- Чистилівський орнітологічний заказник
- Регіональний ландшафтний парк «Загребелля»
- Касперівський ландшафтний заказник

## Населені пункти
На берегах Серету — міста Тернопіль, Чортків, смт Залізці, Велика Березовиця, Микулинці, Великий Глибочок та багато сіл.

## Цікаві факти
- Влітку 1916 року на берегах Серету точилися бої між австрійсько-угорсько-німецьким і російським військами.